# Aleksandar Radojević
Aleksandar Radojević, né le 8 août 1976 à Herceg Novi au Monténégro, est un joueur bosnien de basket-ball.

## Biographie
Aleksandar Radojević fait ses débuts au basket-ball à l'âge de 16 ans, après avoir joué au football et au water polo. Il rejoint l'université d'État de l'Ohio et l'équipe des Buckeyes au début de l'année 1997. Radojević ne joue jamais avec Ohio State car la NCAA, l'organisme qui régit le sport universitaire américain, le déclare inéligible car il reçut une rémunération de 9 000 dollars (ou  de 13 000 dollars selon les versions) pour avoir joué avec le KK Buducnost Podgorica en 1996, en violation des règlements du basket-ball universitaire. Il rejoint ensuite le community college du comté de Barton, institution moins cotée, où il évolue les deux saisons suivantes.
Après cette période réussie au Barton County CC où il réalise une moyenne de 4 contres par match, il est révélé qu'il aurait reçu des milliers de dollars de la part de l'entraîneur d'Ohio State University Jim O'Brien. Celui-ci est alors licencié et Radojević devient inéligible pour jouer en NCAA. O'Brien avait donné à Radojević 6 700 dollars en 1999, mais a menti et tenté de se couvrir. O'Brien est licencié le 8 juin 2004. Il explique alors qu'il a prêté cet argent à Radojević en 1999 car le père du joueur venait de mourir et qu'il n'avait pas d'argent pour les frais médicaux et les obsèques.
Radojević est sélectionné lors de la draft 1999 de la NBA par les Raptors de Toronto au 12e rang. Il dispute seulement trois matchs pour 2,3 points et 2,7 rebonds par match, à cause d'une blessure qui le prive du reste de la saison. Le 12 janvier 2001, les Raptors le transfèrent aux Nuggets de Denver aux côtés de Kevin Willis, Garth Joseph et d'un second tour de draft, en échange de Keon Clark, Tracy Murray et Mamadou N'Diaye.
Mais là aussi, il ne dispute pas un seul match avec les Nuggets. Le 22 octobre 2001, Denver l'échange aux Bucks de Milwaukee avec Kevin Willis contre Scott Williams. Il y reste deux mois, sans jouer une seule minute.
En décembre 2001, il retourne en Europe, à l'Union Olimpija. Il rejoint ensuite Livourne pour la saison 2001-2002. Il joue ensuite pour Telekom Baskets Bonn, le PAOK Salonique. Il retourne en NBA, au Jazz de l'Utah en 2004-2005 pour son dernier passage en NBA. Radojević revient en Europe, au Prokom Trefl Sopot, à l'Olympia Larissa et à Chypre, à l'APOEL Nicosie.
Radojević est également membre de la sélection de Bosnie-Herzégovine, participant notamment au championnat d'Europe 2005.